# Tour de Ski 2016
Il Tour de Ski 2016 si è svolto dall'1 al 10 gennaio 2016. Le gare sono iniziate a Lenzerheide, Svizzera e sono terminate in Val di Fiemme, Italia. I detentori dei titoli erano i norvegesi Martin Johnsrud Sundby e Marit Bjørgen.
In campo maschile il norvegese Martin Johnsrud Sundby ha difeso il titolo, vincendo il terzo Tour de Ski consecutivo; in campo femminile invece la norvegese Therese Johaug è riuscita a portarsi a casa il suo secondo Tour de Ski in carriera.

## Calendario
| Tappe | Luogo                | Data            | Evento                                     | Distanza | Distanza | Orario (CET) | Orario (CET) |
| Tappe | Luogo                | Data            | Evento                                     | Donne    | Uomini   | Donne        | Uomini       |
| ----- | -------------------- | --------------- | ------------------------------------------ | -------- | -------- | ------------ | ------------ |
| 1     | Lenzerheide Svizzera | 1 gennaio 2016  | Sprint tecnica libera                      | 1,5 km   | 1,5 km   | 15:55        | 16:21        |
| 2     | Lenzerheide Svizzera | 2 gennaio 2016  | Mass start tecnica classica                | 15 km    | 30 km    | 13:00        | 15:00        |
| 3     | Lenzerheide Svizzera | 3 gennaio 2016  | Handicap start tecnica libera              | 5 km     | 10 km    | 11:45        | 13:20        |
| 4     | Oberstdorf Germania  | 5 gennaio 2016  | Sprint tecnica classica                    | 1,2 km   | 1,2 km   | 14:30        | 14:30        |
| 5     | Oberstdorf Germania  | 6 gennaio 2016  | Mass start tecnica classica                | 10 km    | 15 km    | 14:20        | 15:20        |
| 6     | Dobbiaco Italia      | 8 gennaio 2016  | Individual start tecnica libera            | 5 km     | 10 km    | 13:30        | 11:30        |
| 7     | Val di Fiemme Italia | 9 gennaio 2016  | Mass start tecnica classica                | 10 km    | 15 km    | 12:30        | 14:30        |
| 8     | Val di Fiemme Italia | 10 gennaio 2016 | Final Climb, Handicap start tecnica libera | 9 km     | 9 km     | 14:00        | 15:40        |

## Punti
Il vincitore della classifica generale ottiene 400 punti, mentre il vincitore di tappa ottiene 50 punti.
| Pos.  | 1   | 2   | 3   | 4   | 5   | 6   | 7   | 8   | 9   | 10  | 11 | 12 | 13 | 14 | 15 | 16 | 17 | 18 | 19 | 20 | 21 | 22 | 23 | 24 | 25 | 26 | 27 | 28 | 29 | 30 |
| ----- | --- | --- | --- | --- | --- | --- | --- | --- | --- | --- | -- | -- | -- | -- | -- | -- | -- | -- | -- | -- | -- | -- | -- | -- | -- | -- | -- | -- | -- | -- |
| Punti | 400 | 320 | 240 | 200 | 180 | 160 | 144 | 128 | 116 | 104 | 96 | 88 | 80 | 72 | 64 | 60 | 56 | 52 | 48 | 44 | 40 | 36 | 32 | 28 | 24 | 20 | 16 | 12 | 8  | 4  |

| Pos.  | 1  | 2  | 3  | 4  | 5  | 6  | 7  | 8  | 9  | 10 | 11 | 12 | 13 | 14 | 15 | 16 | 17 | 18 | 19 | 20 | 21 | 22 | 23 | 24 | 25 | 26 | 27 | 28 | 29 | 30 |
| ----- | -- | -- | -- | -- | -- | -- | -- | -- | -- | -- | -- | -- | -- | -- | -- | -- | -- | -- | -- | -- | -- | -- | -- | -- | -- | -- | -- | -- | -- | -- |
| Punti | 50 | 46 | 43 | 40 | 37 | 34 | 32 | 30 | 28 | 26 | 24 | 22 | 20 | 18 | 16 | 15 | 14 | 13 | 12 | 11 | 10 | 9  | 8  | 7  | 6  | 5  | 4  | 3  | 2  | 1  |

## Classifiche
| Pos. | Nome                   | Tempo     |
| ---- | ---------------------- | --------- |
| 1    | Martin Johnsrud Sundby | 3h47'18"2 |
| 2    | Finn Hågen Krogh       | +3'15"7   |
| 3    | Sergej Ustjugov        | +3'43"8   |
| 4    | Petter Northug         | +4'35"6   |
| 5    | Alexey Poltoranin      | +4'38"3   |
| 6    | Sjur Røthe             | +4'58"1   |
| 7    | Didrik Tønseth         | +5'44"4   |
| 8    | Niklas Dyrhaug         | +5'51"8   |
| 9    | Francesco De Fabiani   | +6'26.2   |
| 10   | Emil Iversen           | +6'33"4   |

| Pos. | Nome                     | Tempo     |
| ---- | ------------------------ | --------- |
| 1    | Therese Johaug           | 2h40'34"8 |
| 2    | Ingvild Flugstad Østberg | +2'20"9   |
| 3    | Heidi Weng               | +3'13"9   |
| 4    | Charlotte Kalla          | +7'45"4   |
| 5    | Kerttu Niskanen          | +7'52"0   |
| 6    | Ragnhild Haga            | +8'29"7   |
| 7    | Anne Kyllönen            | +8'46"2   |
| 8    | Krista Pärmäkoski        | +9'13"9   |
| 9    | Laura Mononen            | +10'53"1  |
| 10   | Jessica Diggins          | +10'20"4  |

## Tappe

### 1ª Tappa
1 gennaio 2016, Lenzerheide, Svizzera
| Pos. | Nome                   | Tempo   |
| ---- | ---------------------- | ------- |
| 1    | Federico Pellegrino    | 2'43"14 |
| 2    | Sergey Ustiugov        | +0"40   |
| 3    | Finn Hågen Krogh       | +1"25   |
| 4    | Martin Johnsrud Sundby | +10"09  |
| 5    | Emil Joensson          | +12"27  |

| Pos. | Nome                       | Tempo  |
| ---- | -------------------------- | ------ |
| 1    | Maiken Caspersen Falla     | 3'06"7 |
| 2    | Ida Ingemarsdotter         | +0"4   |
| 3    | Ingvild Flugstad Østberg   | +0"54  |
| 4    | Sophie Caldwell            | +1"03  |
| 5    | Astrid Uhrenholdt Jacobsen | +1"09  |

### 2ª Tappa
2 gennaio 2016, Lenzerheide, Svizzera
| Pos. | Nome                   | Tempo     |
| ---- | ---------------------- | --------- |
| 1    | Martin Johnsrud Sundby | 1h14'48"3 |
| 2    | Petter Northug         | +34"6     |
| 3    | Didrik Tønseth         | +35"1     |
| 4    | Sjur Røthe             | +35"6     |
| 5    | Alexey Poltoranin      | +36"8     |

| Pos. | Nome                     | Tempo   |
| ---- | ------------------------ | ------- |
| 1    | Therese Johaug           | 41'26"4 |
| 2    | Ingvild Flugstad Østberg | +37"9   |
| 3    | Heidi Weng               | +1'16"2 |
| 4    | Anne Kyllönen            | +1'32"7 |
| 5    | Kerttu Niskanen          | +1'32"9 |

### 3ª Tappa
3 gennaio 2016, Lenzerheide, Svizzera
| Pos. | Nome                   | Tempo   |
| ---- | ---------------------- | ------- |
| 1    | Martin Johnsrud Sundby | 21'44"7 |
| 2    | Petter Northug         | +1'25"2 |
| 3    | Finn Hågen Krogh       | +1'50"2 |
| 4    | Sergey Ustiugov        | +1'50"2 |
| 5    | Sjur Røthe             | +1'52"9 |

| Pos. | Nome                     | Tempo   |
| ---- | ------------------------ | ------- |
| 1    | Ingvild Flugstad Østberg | 13'02"3 |
| 2    | Therese Johaug           | +9"3    |
| 3    | Heidi Weng               | +2'03"6 |
| 4    | Charlotte Kalla          | +2'30"8 |
| 5    | Anne Kyllönen            | +2'37"2 |

### 4ª Tappa
5 gennaio 2016, Oberstdorf, Germania
| Pos. | Nome                   | Tempo   |
| ---- | ---------------------- | ------- |
| 1    | Emil Iversen           | 2'25"21 |
| 2    | Sergej Ustjugov        | +1"03   |
| 3    | Aleksej Poltoranin     | +1"40   |
| 4    | Martin Johnsrud Sundby | +4"86   |
| 5    | Petter Northug         | +10"32  |

| Pos. | Nome                     | Tempo   |
| ---- | ------------------------ | ------- |
| 1    | Sophie Caldwell          | 2'46"38 |
| 2    | Heidi Weng               | +0"10   |
| 3    | Ingvild Flugstad Østberg | +0"80   |
| 4    | Ida Ingemarsdotter       | +3"95   |
| 5    | Therese Johaug           | +4"71   |

### 5ª Tappa
6 gennaio 2016, Oberstdorf, Germania
| Pos. | Nome                 | Tempo   |
| ---- | -------------------- | ------- |
| 1    | Aleksej Poltoranin   | 35'35"9 |
| 2    | Dario Cologna        | +0"1    |
| 3    | Francesco De Fabiani | +0"6    |
| 4    | Niklas Dyrhaug       | +0"7    |
| 5    | Didrik Tønseth       | +1"3    |

| Pos. | Nome                     | Tempo   |
| ---- | ------------------------ | ------- |
| 1    | Therese Johaug           | 26'37"6 |
| 2    | Ingvild Flugstad Østberg | +9"9    |
| 3    | Heidi Weng               | +19"7   |
| 4    | Ragnhild Haga            | +1'12"0 |
| 5    | Anne Kyllönen            | +1'12"7 |

### 6ª Tappa
8 gennaio 2016, Dobbiaco, Italia
| Pos. | Nome                   | Tempo   |
| ---- | ---------------------- | ------- |
| 1    | Finn Hågen Krogh       | 22'07"8 |
| 2    | Martin Johnsrud Sundby | +3"6    |
| 3    | Maurice Manificat      | +14"6   |
| 4    | Sergej Ustjugov        | +16"0   |
| 5    | Hans Christer Holund   | +18"0   |

| Pos. | Nome                     | Tempo   |
| ---- | ------------------------ | ------- |
| 1    | Jessica Diggins          | 13'15"5 |
| 2    | Heidi Weng               | +0"9    |
| 3    | Ingvild Flugstad Østberg | +1"5    |
| 4    | Ragnhild Haga            | +8"4    |
| 5    | Therese Johaug           | +9"6    |

### 7ª Tappa
9 gennaio 2016, Val di Fiemme, Italia
| Pos. | Nome                   | Tempo   |
| ---- | ---------------------- | ------- |
| 1    | Martin Johnsrud Sundby | 39'55"2 |
| 2    | Niklas Dyrhaug         | +7"7    |
| 3    | Aleksej Poltoranin     | +12"6   |
| 4    | Francesco De Fabiani   | +30"2   |
| 5    | Finn Hågen Krogh       | +30"9   |

| Pos. | Nome                     | Tempo   |
| ---- | ------------------------ | ------- |
| 1    | Heidi Weng               | 29'16"3 |
| 2    | Ingvild Flugstad Østberg | +0"8    |
| 3    | Therese Johaug           | +6"2    |
| 4    | Krista Pärmäkoski        | +17"4   |
| 5    | Charlotte Kalla          | +55"1   |

### 8ª Tappa
10 gennaio 2016, Val di Fiemme, Italia
| Pos. | Nome                   | Tempo   |
| ---- | ---------------------- | ------- |
| 1    | Martin Johnsrud Sundby | 30'47"0 |
| 2    | Robin Duvillard        | +7"2    |
| 3    | Matti Heikkinen        | +11"8   |
| 4    | Finn Hågen Krogh       | +14"3   |
| 5    | Evgeniy Belov          | +18"9   |

| Pos. | Nome            | Tempo   |
| ---- | --------------- | ------- |
| 1    | Therese Johaug  | 33'14"8 |
| 2    | Heidi Weng      | +1'25"9 |
| 3    | Liz Stephen     | +1'29"5 |
| 4    | Ragnhild Haga   | +1'36"2 |
| 5    | Charlotte Kalla | +1'38"1 |